# Avortement tardif
L'avortement tardif est une interruption du processus de gestation qui a lieu après le délai légal pour une interruption volontaire de grossesse. Ce délai légal pour obtenir une IVG variant de pays à pays, la notion d’interruption tardive diffère d'un pays à l'autre, de même que les modalités pour l’obtenir.

## Par pays
En 2015, aux États-Unis, 1,3 % des avortements ont été effectués après la 21e semaine d'aménorrhée et moins de 1 % des avortements ont été effectués après la 24e semaine d'aménorrhée,. 
En France, l'avortement après les délais pour une IVG est une IMG.
En Suisse, pour les interruptions de grossesse effectuées après le délai légal de douze semaines en 2016, 10% l'ont été après la vingt-et-unième semaine.